# Крис Бауър
Марк Кристофър „Крис“ Бауър (на английски: Mark Christopher "Chris" Bauer; роден на 28 октомври 1966 г.) е американски актьор. Изпълнява главни роли в сериали като „Наркомрежа“, „Трета смяна“ и „Истинска кръв“.

## Личен живот
Женен е и има две деца – Бо и Мърси. Признава, че е имал проблеми с алкохола, но след заснемането на пилотния епизод на „Истинска кръв“ приключва напълно с пиенето.